# Nunagbae
Nunagbae ist ein osttimoresischer Ort in der Aldeia Tasi Mean (Suco Aidabaleten, Verwaltungsamt Atabae, Gemeinde Bobonaro). Er liegt in einer Meereshöhe von 14 m.
Der Weiler Nunagbae befindet sich im Norden der Aldeia Tasi Mean, an der nördlichen Küstenstraße, die hier parallel dem Fluss Lóis folgt, bevor sie östlich von Nunagbae über eine Brücke weiter nach Norden führt. Westlich von Nunagbae liegt bei der Mündung des Lóis in die Sawusee das Dorf Ailok Laran.